# Notre-Dame de Paris (1911)
Notre-Dame de Paris (französisch für ‚Notre Dame von Paris‘) ist ein Kurz- und Stummfilm aus dem Jahr 1911. Regie führte Albert Capellani, das Drehbuch schrieb Michel Carré auf Grundlage des Romans Der Glöckner von Notre-Dame von Victor Hugo. Die Rolle der Esmeralda spielte Stacia Napierkowska, den Glöckner gab Henry Krauss. Der Film hat eine Länge von 36 Minuten und wurde vom Filmstudio Pathé produziert. Er liegt heute lediglich noch in einer spanischen Version in schlechter Qualität vor.

## Handlung
Esmeralda, die „Zigeunerin“, ist der Liebling der Menschen rund um die Kathedrale Notre-Dame de Paris. Insgesamt interessieren sich drei Männer für sie: Phöbus, der Kommandant der Stadtwache, Quasimodo, der Glöckner von Notre Dame, und Claudius Frollo, der Erzdiakon der Kathedrale. Letzterer beauftragt Quasimodo, Esmeralda zu entführen, was aber scheitert. Als sich Phöbus zu einem Techtelmechtel mit Esmeralda in einem Gasthaus trifft, sticht ihm Frollo aus Eifersucht ein Messer in den Rücken. Statt Frollo wird aber Esmeralda des Verbrechens bezichtigt und angeklagt. Das Urteil lautet auf Hinrichtung auf dem Vorplatz der Kathedrale. Zwar kann Quasimodo kurzfristig die Verurteilte im Glockenturm in Sicherheit bringen, jedoch verletzt Frollo das Kirchenasyl und lässt Esmeralda zur Hinrichtung abführen. Wütend stürzt Quasimodo daraufhin Frollo von den Höhen der Kirche in die Tiefe. Die Hinrichtung selbst kann aber nicht mehr verhindert werden.